# Indonesia Open 1991
Die Indonesia Open 1991 waren eines der Top-10-Turniere im Badminton in Asien. Sie fanden vom 10. bis 14. Juli in Bandung statt. Das Preisgeld betrug 135.000 US$.

## Sieger und Platzierte
| Disziplin    | Gold                            | Silber                         | Bronze                                 |
| ------------ | ------------------------------- | ------------------------------ | -------------------------------------- |
| Herreneinzel | Ardy Wiranata                   | Joko Suprianto                 | Alan Budikusuma                        |
| Herreneinzel | Ardy Wiranata                   | Joko Suprianto                 | Lee Kwang-jin                          |
| Dameneinzel  | Susi Susanti                    | Lee Heung-soon                 | Bang Soo-hyun                          |
| Dameneinzel  | Susi Susanti                    | Lee Heung-soon                 | Christine Magnusson                    |
| Herrendoppel | Kim Moon-soo Park Joo-bong      | Rudy Gunawan Eddy Hartono      | Imay Hendra Bagus Setiadi              |
| Herrendoppel | Kim Moon-soo Park Joo-bong      | Rudy Gunawan Eddy Hartono      | Li Yongbo Tian Bingyi                  |
| Damendoppel  | Chung Myung-hee Hwang Hye-young | Chung So-young Gil Young-ah    | Finarsih Lili Tampi                    |
| Damendoppel  | Chung Myung-hee Hwang Hye-young | Chung So-young Gil Young-ah    | Erma Sulistianingsih Rosiana Tendean   |
| Mixed        | Thomas Lund Pernille Dupont     | Aryono Miranat Eliza Nathanael | Max Gandrup Gillian Clark              |
| Mixed        | Thomas Lund Pernille Dupont     | Aryono Miranat Eliza Nathanael | Jan-Eric Antonsson Christine Magnusson |

## Finalresultate
| Disziplin    | Sieger                          | Finalist                       | Ergebnis           |
| ------------ | ------------------------------- | ------------------------------ | ------------------ |
| Herreneinzel | Ardy Wiranata                   | Joko Suprianto                 | 15–7, 15–5         |
| Dameneinzel  | Susi Susanti                    | Lee Heung-soon                 | 11–8, 11–3         |
| Herrendoppel | Park Joo-bong Kim Moon-soo      | Eddy Hartono Rudy Gunawan      | 18–15, 15–13       |
| Damendoppel  | Chung Myung-hee Hwang Hye-young | Chung So-young Gil Young-ah    | 14–18, 15–10, 15–9 |
| Mixed        | Thomas Lund Pernille Dupont     | Aryono Miranat Eliza Nathanael | 15–11, 15–9        |

## Herreneinzel
- Mark Nichols –  Dadan Hidayat: 8-15 / 15-9 / 15-6
- Bunawi –  Chandra Berata: 15-10 / 18-17
- Samidiono –  Andrew Connolly: 15-7 / 15-2
- Sushant Saxena –  Henry Yuwono: 15-6 / 15-4
- Hengky Irawan –  Adi Susilo: 15-1 / 15-4
- Takuya Katayama –  Thomas: 15-4 / 17-14
- Dodi Setiadi –  Budi Santoso: 6-15 / 15-9 / 15-3
- Roy Joyo –  Afriyanto: 15-11 / 15-4
- Hendri Wibisana –  Kuan Yang Adrian Tay: 15-5 / 15-6
- Bram Fernardin –  George Rinaldi: 13-15 / 15-3 / 15-0
- Dipankar Bhattacharjee –  Steve Mantouw: 15-12 / 11-15 / 18-16
- Sony Boy Tumowan –  Hermono Yuwono: 15-12 / 15-0
- Murray Hocking –  Nogroho Budi Santoso: 15-12 / 15-10
- Marleve Mainaky –  Yuzo Kubota: 15-3 / 12-15 / 15-10
- Eko Suryanto –  Hendra Gunawan: 15-12 / 15-2
- Detlef Poste –  Felifo Ferari: 15-5 / 18-16
- Ketut Mariadi –  Chong Liang Yow: 7-15 / 15-4 / 15-8
- F. Hergiono –  Sunoto E. J.: 15-3 / 15-3
- Ernesto de la Torre –  Maswar Deddy: 15-0 / 15-0
- Muhammad Noor –  Ong Rae Mun: 2-15 / 15-4 / 15-9
- Santoso B. –  Jean-Frédéric Massias: 13-15 / 15-0 / 15-6
- Yuli Netra –  Amitabh Goswami: 12-15 / 15-12 / 15-12
- Yanto Febiyanto –  Aditya: 15-0 / 15-3
- George Thomas –  Bambang Suyono: 15-10 / 15-9
- Ade Bachtiar –  Ardy Zalman: 15-8 / 15-10
- Juang Jayadi –  Yunizal Riza: 15-1 / 15-1
- Khunakorn Sudhisodhi –  Tri Kusharyanto: 15-5 / 5-15 / 15-7
- Volker Renzelmann –  Halim Haryanto: 13-15 / 15-11 / 15-9
- Guido Schänzler –  Dwi Aryanto: 15-4 / 6-15 / 15-12
- Kai Kwat Tjio –  Mark Nichols: 18-16 / 15-11
- A. K. Johannes –  Bunawi: 13-15 / 18-15 / 15-11
- Halomoan –  Etienne Thobois: 8-15 / 15-6 / 15-2
- Samidiono –  Patrick Lau Kim Pong: 8-15 / 15-6 / 15-2
- Hengky Irawan –  Sushant Saxena: 15-10 / 15-0
- Takuya Katayama –  Volker Eiber: 15-10 / 15-0
- Dodi Setiadi –  Bhawin Gala: 15-10 / 15-3
- Syarif Hidayat –  Roy Joyo: 15-10 / 17-16
- Freddy Sukiman –  Hendri Wibisana: 15-6 / 15-11
- Stephan Kuhl –  Achmad: 15-9 / 15-8
- Bram Fernardin –  Bernd Schwitzgebel: 15-6 / 15-7
- Sony Boy Tumowan –  Dipankar Bhattacharjee: 15-2 / 12-15 / 15-9
- Gatot Satriadi –  Herianto: 15-10 / 15-8
- Marleve Mainaky –  Andrew Perks: 15-6 / 7-15 / 15-6
- Eko Suryanto –  Detlef Poste: 9-15 / 15-12 / 15-10
- F. Hergiono –  Ketut Mariadi: 15-6 / 15-8
- R. Tedy Rudarto –  Rohan Rao: 18-14 / 15-7
- Santoso B. –  Muhammad Noor: 16-17 / 15-7 / 15-4
- Yanto Febiyanto –  Yuli Netra: 17-14 / 15-5
- Kai Mitteldorf –  Aris Gunawan: 18-13 / 15-10
- Ade Bachtiar –  George Thomas: 17-4 / 16-18 / 15-9
- Juang Jayadi –  Khunakorn Sudhisodhi: 15-4 / 15-5
- Chandra Kurniawan –  Christophe Jeanjean: 15-6 / 15-4
- Budi Santoso –  Pullela Gopichand: 15-8 / 15-8
- Tony Gunawan –  Siu Kim: 15-8 / 15-12
- Volker Renzelmann –  Iwan Junaedi: 15-4 / 15-5
- Rusmanto –  Nur Isrodin: 15-4 / 15-5
- A. K. Johannes –  Halomoan: 15-12 / 15-5
- Hengky Irawan –  Samidiono: 15-8 / 15-4
- Ferry Gunawan –  Takuya Katayama: 15-13 / 15-3
- Dodi Setiadi –  Syarif Hidayat: 12-15 / 15-4 / 15-6
- Freddy Sukiman –  Stephan Kuhl: 11-15 / 18-14 / 15-6
- Bram Fernardin –  Sony Boy Tumowan: 15-5 / 15-5
- Murray Hocking –  Gatot Satriadi: 15-7 / 15-12
- Marleve Mainaky –  Eko Suryanto: 17-15 / 15-8
- F. Hergiono –  R. Tedy Rudarto: 15-4 / 15-0
- Santoso B. –  Ernesto de la Torre: 13-15 / 15-10 / 15-7
- Yanto Febiyanto –  Kai Mitteldorf: 10-15 / 15-11 / 15-3
- Ade Bachtiar –  Fachtur Rozy: 15-11 / 15-6
- Juang Jayadi –  Chandra Kurniawan: 15-1 / 15-9
- Budi Santoso –  Tony Gunawan: 15-5 / 15-7
- Rusmanto –  Volker Renzelmann: 15-8 / 15-9
- Kai Kwat Tjio –  A. K. Johannes: 15-12 / 15-2
- Hengky Irawan –  Ferry Gunawan: 15-8 / 15-3
- Dodi Setiadi –  Freddy Sukiman: 15-7 / 17-15
- Bram Fernardin –  Murray Hocking: 12-15 / 15-4 / 15-8
- Marleve Mainaky –  F. Hergiono: 8-15 / 15-12 / 17-14
- Yanto Febiyanto –  Santoso B.: 15-6 / 15-0
- Juang Jayadi –  Ade Bachtiar: 15-7 / 9-15 / 15-2
- Rusmanto –  Budi Santoso: 6-15 / 15-2 / 15-8
- Ardy Wiranata –  Teeranun Chiangtha: 15-1 / 15-7
- Hemant Hardikar –  Davincy Saha: 15-3 / 15-5
- C. Arief –  Liang Zhiqiang: 18-14 / 15-10
- Darren Hall –  Kai Kwat Tjio: 15-11 / 15-10
- Park Sung-woo –  Indra Wijaya: 15-5 / 15-9
- Kwan Yoke Meng –  Anders Hansson: 15-2 / 15-6
- Chen Rong –  Hengky Irawan: 15-11 / 16-18 / 15-11
- Liu Jun –  Wei Yan: 15-7 / 15-8
- Didit Suluh Patria –  Yong Hock Kin: 12-15 / 15-8 / 15-4
- Heryanto Arbi –  Hamid Khan: 15-7 / 15-9
- Peter Axelsson –  Dodi Setiadi: 15-1 / 15-9
- Eddy Kurniawan –  Lee Mou-chou: 17-14 / 13-15 / 15-4
- Wong Tat Meng –  Hiroki Eto: 15-6 / 15-9
- Anders Nielsen –  Fernando de la Torre: 15-4 / 15-7
- Lee Kwang-jin –  Bram Fernardin: 15-4 / 13-18 / 15-8
- Marleve Mainaky –  Jiang Weibin: 5-15 / 15-7 / 15-3
- Bambang Suprianto –  Lin Shyau-hsin: 15-4 / 15-5
- Kim Hak-kyun –  Pulsak Thewarangsee: 15-11 / 15-4
- Rashid Sidek –  Henry G. Wiyadi: 15-3 / 15-6
- Steve Butler –  Yanto Febiyanto: 15-9 / 13-15 / 15-8
- Pontus Jäntti –  Ong Ewe Hock: 15-6 / 15-2
- Alan Budikusuma –  Fumihiko Machida: 15-4 / 15-4
- Jens Olsson –  Juang Jayadi: 6-15 / 15-3 / 15-9
- Lin Liwen –  Lioe Tiong Ping: 7-15 / 15-10 / 17-15
- Chen Pang –  Paul Stevenson: 15-6 / 6-15 / 15-12
- Joko Suprianto –  Liu En-hung: 15-9 / 15-11
- Rusmanto –  Ahn Jae-chang: 15-10 / 15-7
- Hermawan Susanto –  Koh Leng Kang: 15-6 / 15-8
- Wu Wenkai –  Hideaki Motoyama: 15-8 / 15-7
- Fung Permadi - -: w.o.
- Deng Xiaojian –  Vimal Kumar: w.o.
- Hendrawan –  Muralidesan Krishnamurthy: w.o.
- Ardy Wiranata –  Hemant Hardikar: 15-2 / 15-3
- Fung Permadi –  Park Sung-woo: 15-5 / 15-8
- Chen Rong –  Kwan Yoke Meng: 15-12 / 15-4
- Liu Jun –  Didit Suluh Patria: 10-15 / 15-4 / 15-4
- Heryanto Arbi –  Peter Axelsson: 12-15 / 15-7 / 15-7
- Eddy Kurniawan –  Wong Tat Meng: 15-9 / 18-16
- Lee Kwang-jin –  Anders Nielsen: 15-11 / 9-15 / 15-8
- Bambang Suprianto –  Marleve Mainaky: 15-8 / 18-13
- Rashid Sidek –  Kim Hak-kyun: 15-6 / 15-5
- Steve Butler –  Deng Xiaojian: 15-0 / 15-4
- Alan Budikusuma –  Pontus Jäntti: 15-3 / 15-7
- Jens Olsson –  Lin Liwen: 15-6 / 13-18 / 15-4
- Joko Suprianto –  Chen Pang: 15-3 / 15-3
- Hermawan Susanto –  Rusmanto: 15-6 / 5-15 / 15-10
- Wu Wenkai –  Hendrawan: 15-9 / 15-4
- C. Arief –  Darren Hall: w.o.
- Ardy Wiranata –  C. Arief: 15-8 / 15-6
- Fung Permadi –  Chen Rong: 15-8 / 15-7
- Liu Jun –  Heryanto Arbi: 11-15 / 15-9 / 15-10
- Lee Kwang-jin –  Eddy Kurniawan: 15-11 / 15-9
- Bambang Suprianto –  Rashid Sidek: 15-6 / 7-15 / 18-15
- Alan Budikusuma –  Steve Butler: 17-15 / 15-8
- Joko Suprianto –  Jens Olsson: 15-3 / 15-1
- Wu Wenkai –  Hermawan Susanto: 15-11 / 15-9
- Ardy Wiranata –  Fung Permadi: 15-7 / 15-1
- Lee Kwang-jin –  Liu Jun: 6-15 / 15-8 / 18-16
- Alan Budikusuma –  Bambang Suprianto: 15-8 / 15-2
- Joko Suprianto –  Wu Wenkai: 15-6 / 8-15 / 15-10
- Ardy Wiranata –  Lee Kwang-jin: 15-5 / 15-2
- Joko Suprianto –  Alan Budikusuma: 15-4 / 3-15 / 15-11
- Ardy Wiranata –  Joko Suprianto: 15-7 / 15-5

## Dameneinzel
- Lina Issoliana –  Evvi Lianawati: 11-0 / 11-4
- Michelle O’Neill –  Olivia S. Imelda: 11-0 / 11-0
- Dyah Tribuwanatungga Dewi –  Henny Rustandar: 11-5 / 12-10
- Kaartjih Santisnna –  Susi: 11-3 / 11-4
- Mia Audina –  Ayu Rizki: 11-1 / 11-7
- Sri Martini –  Hanike: 11-5 / 11-5
- Aristiaty –  Jons Siswati: 11-0 / 11-0
- Ita Ardwiantini –  Wiwi Rahman: 11-8 / 11-5
- Monica Halim –  Sri Anggraeni: 11-0 / 11-0
- Lenny Permana –  Enny Kuswati: 11-4 / 11-3
- Christine Skropke –  Sita Catur: 11-4 / 11-5
- K. Hermini –  Sherly: 11-5 / 1-11 / 11-5
- Irra –  Rofigoh Apriani: 11-4 / 11-8
- Wahyu Sri Winarni –  Estefin C. Umboh: 11-0 / 11-0
- Anita Lomban –  Latifah: 11-6 / 11-9
- Fetti Nur Indah –  Liliwati: 11-1 / 12-11
- Margiyani –  Yari: 11-8 / 7-11 / 11-4
- Dewiyanti Martha –  Andi Andryana: 11-8 / 11-7
- Titik Endang –  Sudarmi: 11-2 / 11-6
- Intansari –  Lina Issoliana: 11-6 / 11-4
- Swa Cahayawati –  Michelle O’Neill: 11-3 / 11-6
- Rina Yulianti –  Dyah Tribuwanatungga Dewi: 11-3 / 9-12 / 11-4
- Kaartjih Santisnna –  Eti Tantra: 11-8 / 11-8
- Mia Audina –  Sri Martini: 11-3 / 11-8
- Olivia –  Aristiaty: 12-10 / 11-3
- Monica Halim –  Ita Ardwiantini: 12-10 / 12-10
- Lenny Permana –  Emma Ermawati: 11-2 / 11-8
- Irra –  Lina: 11-3 / 11-1
- Hellen Paoki –  Wahyu Sri Winarni: 11-4 / 11-5
- Hellen –  Fetti Nur Indah: 11-8 / 10-12 / 11-1
- Margiyani –  Amanda Hardy: 12-10 / 11-7
- Dewiyanti Martha –  Hariati: 11-5 / 11-7
- Titik Endang –  Caroline: 11-5 / 11-1
- Swa Cahayawati –  Intansari: 11-3 / 11-5
- Rina Yulianti –  Kaartjih Santisnna: 11-7 / 11-9
- Olivia –  Mia Audina: 11-8 / 5-11 / 11-4
- Monica Halim –  Lenny Permana: 11-2 / 11-2
- Christine Skropke –  Irra: 11-1 / 11-8
- Hellen Paoki –  Anita Lomban: 11-0 / 11-4
- Hellen –  Margiyani: 11-4 / 12-10
- Dewiyanti Martha –  Titik Endang: 9-12 / 11-6 / 11-1
- Tang Jiuhong –  Charlotta Wihlborg: 11-0 / 11-3
- Meiluawati –  Akiko Michiue: 11-5 / 11-9
- Swa Cahayawati –  Carolina Sessler: 11-2 / 11-1
- Lee Heung-soon –  Feng Mei-ying: 11-5 / 11-1
- Lilik Sudarwati –  Lisa Campbell: 11-1 / 11-3
- Hisako Mizui –  Rina Yulianti: 11-5 / 11-2
- Sarwendah Kusumawardhani –  Rhonda Cator: 12-9 / 10-12 / 11-7
- Shim Eun-jung –  Silvia Anggraini: 12-11 / 11-5
- Haruko Yachi –  Olivia: 9-12 / 11-0 / 11-3
- Jaroensiri Somhasurthai –  Kristin Yunita: 12-9 / 11-4
- Zhou Qianmin –  Chen Mei-cun: 11-7 / 12-9
- Christine Magnusson –  Monica Halim: 11-3 / 11-4
- Denyse Julien –  Christine Skropke: 11-0 / 11-1
- Yuliani Santosa –  Thananya Phanachet: 11-9 / 11-8
- Zarinah Abdullah –  Aiko Miyamura: 11-7 / 11-6
- Shyu Yu-ling –  Catrine Bengtsson: 11-8 / 11-1
- Bang Soo-hyun –  Hellen Paoki: 11-1 / 5-11 / 11-2
- Anna Lao –  Yuni Kartika: 6-11 / 12-9 / 11-9
- Cindana Hartono –  Takako Ida: 8-11 / 11-9 / 12-11
- Jihyun Marr –  Hellen: 11-4 / 11-3
- Ika Heny –  Astrid Crabo: 5-11 / 11-2 / 11-4
- Eline Coene –  Katrin Schmidt: 11-7 / 11-2
- Zhou Lei –  María de la Paz Luna Félix: 11-1 / 11-2
- Harumi Kohhara –  Dewiyanti Martha: 5-11 / 11-4 / 11-5
- Lidya Djaelawijaya –  Pornsawan Plungwech: 11-8 / 11-5
- Susi Susanti –  Chen Hsiao-li: 11-2 / 11-3
- Reny Handayani –  Kerstin Ubben: w.o.
- Madhumita Bisht –  Doris Piché: w.o.
- Joanne Muggeridge –  Michaela Smith: w.o.
- Meiluawati –  Swa Cahayawati: 11-2 / 11-6
- Lee Heung-soon –  Lilik Sudarwati: 11-5 / 11-0
- Hisako Mizui –  Huang Ying: 11-6 / 11-6
- Madhumita Bisht –  Sarwendah Kusumawardhani: 11-2 / 11-6
- Shim Eun-jung –  Haruko Yachi: 11-2 / 11-3
- Christine Magnusson –  Zhou Qianmin: 11-6 / 1-11 / 11-7
- Yuliani Santosa –  Denyse Julien: 11-8 / 11-7
- Zarinah Abdullah –  Shyu Yu-ling: 12-11 / 5-11 / 12-11
- Bang Soo-hyun –  Anna Lao: 11-1 / 11-6
- Huang Hua –  Cindana Hartono: 11-4 / 12-10
- Jihyun Marr –  Ika Heny: 11-8 / 11-10
- Zhou Lei –  Eline Coene: 11-6 / 11-5
- Lidya Djaelawijaya –  Harumi Kohhara: 11-5 / 12-9
- Susi Susanti –  Joanne Muggeridge: 11-4 / 11-5
- Reny Handayani –  Tang Jiuhong: w.o.
- Jaroensiri Somhasurthai –  Helen Troke: w.o.
- Meiluawati –  Reny Handayani: 11-0 / 11-9
- Lee Heung-soon –  Hisako Mizui: 11-4 / 11-5
- Shim Eun-jung –  Madhumita Bisht: 4-11 / 11-2 / 11-4
- Christine Magnusson –  Jaroensiri Somhasurthai: 11-5 / 11-8
- Yuliani Santosa –  Zarinah Abdullah: 11-7 / 12-11
- Bang Soo-hyun –  Huang Hua: 11-4 / 11-0
- Zhou Lei –  Jihyun Marr: 7-11 / 11-4 / 11-2
- Susi Susanti –  Lidya Djaelawijaya: 12-10 / 11-4
- Lee Heung-soon –  Meiluawati: 11-0 / 11-2
- Christine Magnusson –  Shim Eun-jung: 11-7 / 11-6
- Bang Soo-hyun –  Yuliani Santosa: 11-7 / 11-2
- Susi Susanti –  Zhou Lei: 11-4 / 12-11
- Lee Heung-soon –  Christine Magnusson: 11-5 / 11-9
- Susi Susanti –  Bang Soo-hyun: 11-3 / 12-9
- Susi Susanti –  Lee Heung-soon: 11-8 / 11-3

## Herrendoppel
- Haryadi Herry /  Denny Kantono –  Chrinty Marino /  Sony Boy Tumowan: 15-4 / 15-3
- Toni Johannes /  Ade Sutrisna –  Aries Lukman /  Hermono Yuwono: 15-3 / 15-13
- Bambang Suyono /  Candra Wijaya –  Hafid /  Yuli Netra: 15-4 / 15-6
- Sugeng Pramono /  Rae Subawa –  R. Tedy Rudarto /  Adjat Sudradjat: 15-13 / 15-10
- Dadan Hidayat /  Kurnia –  Ardy Zalman /  Ardy Zalman (Sumbar): 15-1 / 15-9
- Huang Zhanzhong /  Zheng Yumin –  Halomoan /  Dodi Setiadi: 15-6 / 15-8
- E. J. Subardjak /  Henry Yuwono –  Pujiono /  Iwan Setiawan: 15-13 / 15-10
- Tri Cahyo /  Joko Mardianto –  Jepry /  Ali Taufik: 15-3 / 15-11
- Hery Gunawan /  Halim Haryanto –  Sunoto E. J. /  Tonny W. J.: 6-15 / 15-4 / 15-10
- Herly Djaenudin /  Paulus Firman –  Jonny Hermanus /  Richard Masengi: 15-6 / 15-2
- Artanayasa /  Chandra Berata –  Nur Isrodin /  Nunung Subandoro: 15-6 / 18-14
- M. Iswan /  Imanda Ramadani –  Kusno /  Maswar Oedi: 15-13 / 15-13
- Tri Kusharyanto /  Adi Susanto –  Aditya /  Gatot Satriadi: 12-15 / 15-4 / 15-10
- A. Husni /  Faris Mawardi –  Cuncun Haryono /  Victo Wibowo: 15-10 / 10-15 / 15-9
- Haryadi Herry /  Denny Kantono –  Nogroho Budi Santoso /  Teddy Supriyarso: 15-2 / 15-2
- Rudy Sulaiman /  Jefry Tjoandi –  Tuni Efendi /  Tony Gunawan: 15-6 / 15-6
- Ado Bahtiar /  Haryandana –  Daniel Hartoko /  Renny: 15-8 / 15-10
- Toni Johannes /  Ade Sutrisna –  Bambang Suyono /  Candra Wijaya: 15-11 / 12-15 / 15-7
- Franki Hartanto /  Mintarno –  Sugeng Pramono /  Rae Subawa: 15-7 / 15-10
- Tiek Ming Kwan /  Rudy Wijaya –  Dadan Hidayat /  Kurnia: 6-15 / 15-10 / 15-10
- Huang Zhanzhong /  Zheng Yumin –  E. J. Subardjak /  Henry Yuwono: 15-3 / 15-8
- Tri Cahyo /  Joko Mardianto –  Herianto /  Junaedi: 15-6 / 15-3
- Harianto /  Tiong Gwan Lioe –  Hery Gunawan /  Halim Haryanto: 15-3 / 15-2
- Herly Djaenudin /  Paulus Firman –  Artanayasa /  Chandra Berata: 15-1 / 15-3
- Tri Kusharyanto /  Adi Susanto –  M. Iswan /  Imanda Ramadani: 15-12 / 4-15 / 15-7
- A. Husni /  Faris Mawardi –  Filife /  Aries Himawan: 15-4 / 15-1
- Haryadi Herry /  Denny Kantono –  Rudy Sulaiman /  Jefry Tjoandi: 15-10 / 15-8
- Toni Johannes /  Ade Sutrisna –  Ado Bahtiar /  Haryandana: 9-15 / 15-8 / 15-12
- Franki Hartanto /  Mintarno –  Tiek Ming Kwan /  Rudy Wijaya: 15-2 / 15-6
- Huang Zhanzhong /  Zheng Yumin –  Tri Cahyo /  Joko Mardianto: 9-15 / 15-11 / 15-5
- Harianto /  Tiong Gwan Lioe –  Herly Djaenudin /  Paulus Firman: 10-15 / 17-15 / 15-5
- A. Husni /  Faris Mawardi –  Tri Kusharyanto /  Adi Susanto: 15-3 / 15-3
- Vinod Kumar /  Uday Pawar –  Patrick Lau Kim Pong /  Chong Liang Yow: 18-15 / 15-7
- Thomas Indracahya /  Richard Mainaky –  Peter Blackburn /  Darren McDonald: 15-6 / 15-6
- Yap Yee Guan /  Yap Yee Hup –  Haryadi Herry /  Denny Kantono: 6-15 / 17-14 / 15-8
- Rudy Gunawan /  Dicky Purwotjugiono –  Fumihiko Machida /  Koji Miya: 15-6 / 15-1
- Sawei Chanseorasmee /  Sakrapee Thongsari –  Toni Johannes /  Ade Sutrisna: 15-7 / 13-15 / 15-7
- Jan-Eric Antonsson /  Stellan Österberg –  Jiang Xin /  Yu Yong: 15-11 / 15-8
- Tan Kim Her /  Yap Kim Hock –  Franki Hartanto /  Mintarno: 15-3 / 15-11
- Huang Zhanzhong /  Zheng Yumin –  Ong Ewe Chye /  Rahman Sidek: 15-3 / 15-11
- Reony Mainaky /  Nunung Mudijanto –  Christophe Jeanjean /  Etienne Thobois: 15-2 / 15-3
- Lin Liwen /  Liu Jianjun –  Harianto /  Tiong Gwan Lioe: 18-13 / 18-15
- Aman Santosa /  Hadi Sugianto –  Max Gandrup /  Stephan Kuhl: 15-2 / 15-9
- A. Husni /  Faris Mawardi –  Mark Nichols /  Andrew Perks: 15-4 / 15-2
- S. Antonius Budi Ariantho /  Aras Razak –  Ko Hsin-ming /  Yang Shih-jeng: 15-9 / 18-13
- Ricky Subagja /  Rexy Mainaky –  Detlef Poste /  Volker Renzelmann: 15-1 / 15-4
- Siripong Siripool /  Pramote Teerawiwatana –  Takuya Katayama /  Yuzo Kubota: 15-2 / 15-8
- Dharma Gunawi /  Seng Kok Kiong –  Jean-Frédéric Massias /  Stephenson Sylvester: w.o.
- Kim Moon-soo /  Park Joo-bong –  Khunakorn Sudhisodhi /  Pulsak Thewarangsee: 15-3 / 15-0
- Dharma Gunawi /  Seng Kok Kiong –  Vinod Kumar /  Uday Pawar: 18-13 / 15-7
- Chen Hongyong /  Chen Kang –  Volker Eiber /  Bernd Schwitzgebel: 15-3 / 15-12
- Thomas Indracahya /  Richard Mainaky –  Yap Yee Guan /  Yap Yee Hup: 13-18 / 15-4 / 15-7
- Jon Holst-Christensen /  Thomas Lund –  Amitabh Goswami /  Sushant Saxena: 15-7 / 15-3
- Rudy Gunawan /  Dicky Purwotjugiono –  Sawei Chanseorasmee /  Sakrapee Thongsari: 15-4 / 18-17
- Imay Hendra /  Bagus Setiadi –  Kai Mitteldorf /  Guido Schänzler: 15-3 / 15-9
- Jan-Eric Antonsson /  Stellan Österberg –  Tan Kim Her /  Yap Kim Hock: 14-18 / 18-16 / 15-8
- Huang Zhanzhong /  Zheng Yumin –  Reony Mainaky /  Nunung Mudijanto: 15-9 / 15-7
- Shuji Matsuno /  Shinji Matsuura –  Lee Sang-bok /  Shon Jin-hwan: 15-13 / 15-11
- Aman Santosa /  Hadi Sugianto –  Lin Liwen /  Liu Jianjun: 17-14 / 7-15 / 15-12
- Rudy Gunawan /  Eddy Hartono –  Andrew Connolly /  Murray Hocking: 15-1 / 15-3
- S. Antonius Budi Ariantho /  Aras Razak –  A. Husni /  Faris Mawardi: 15-6 / 18-16
- Peter Axelsson /  Pär-Gunnar Jönsson –  Ernesto de la Torre /  Fernando de la Torre: 15-3 / 15-6
- Ricky Subagja /  Rexy Mainaky –  Siripong Siripool /  Pramote Teerawiwatana: 15-7 / 16-18 / 15-6
- Li Yongbo /  Tian Bingyi –  Praveen Kumar /  George Thomas: 15-1 / 15-4
- Kim Moon-soo /  Park Joo-bong –  Dharma Gunawi /  Seng Kok Kiong: 15-1 / 15-4
- Chen Hongyong /  Chen Kang –  Thomas Indracahya /  Richard Mainaky: 15-7 / 1-15 / 15-4
- Jon Holst-Christensen /  Thomas Lund –  Rudy Gunawan /  Dicky Purwotjugiono: 5-15 / 18-14 / 15-11
- Imay Hendra /  Bagus Setiadi –  Jan-Eric Antonsson /  Stellan Österberg: 12-15 / 15-3 / 15-7
- Huang Zhanzhong /  Zheng Yumin –  Shuji Matsuno /  Shinji Matsuura: 15-8 / 15-3
- Rudy Gunawan /  Eddy Hartono –  Aman Santosa /  Hadi Sugianto: 15-2 / 15-3
- Peter Axelsson /  Pär-Gunnar Jönsson –  S. Antonius Budi Ariantho /  Aras Razak: 18-14 / 15-11
- Li Yongbo /  Tian Bingyi –  Ricky Subagja /  Rexy Mainaky: 15-11 / 15-10
- Kim Moon-soo /  Park Joo-bong –  Chen Hongyong /  Chen Kang: 15-3 / 15-7
- Imay Hendra /  Bagus Setiadi –  Jon Holst-Christensen /  Thomas Lund: 14-18 / 15-5 / 15-7
- Rudy Gunawan /  Eddy Hartono –  Huang Zhanzhong /  Zheng Yumin: 15-9 / 15-8
- Li Yongbo /  Tian Bingyi –  Peter Axelsson /  Pär-Gunnar Jönsson: 17-15 / 18-15
- Kim Moon-soo /  Park Joo-bong –  Imay Hendra /  Bagus Setiadi: 15-7 / 15-3
- Rudy Gunawan /  Eddy Hartono –  Li Yongbo /  Tian Bingyi: 15-3 / 15-9
- Kim Moon-soo /  Park Joo-bong –  Rudy Gunawan /  Eddy Hartono: 18-15 / 15-13

## Damendoppel
- Swa Cahayawati /  Vera Octavia –  Rofigoh Adriani /  Kaartjih Santisnna: 18-15 / 11-15 / 18-17
- S. Runny /  Sumiati –  Fetti Nur Indah /  Enny Kuswati: 15-2 / 15-7
- Lina Issoliana /  Lani –  Lani /  Marlina: 15-3 / 18-15
- Michelle O’Neill /  Michaela Smith –  Sri Martini /  Luluk Maria Ulfa: 15-5 / 15-3
- Dede Hasanah /  Nonong Denis Zanati –  Erli Egawati /  Evvi Lianawati: 15-0 / 15-3
- Lisa Campbell /  Amanda Hardy –  Wahyu Sri Winarni /  Sri Wiyanti: 15-7 / 15-7
- S. Runny /  Sumiati –  Utari Dewi /  Swandewi: 15-2 / 15-3
- Carolina Sessler /  Christine Skropke –  Tungga Dewi Jheani Artiningtias /  Dyah Tribuwanatungga Dewi: 12-15 / 18-16 / 15-9
- Lina Issoliana /  Lani –  Ratnawati /  Rahma Siswati: 15-10 / 15-12
- Fenny Natalia /  Henny Novitalia –  Rosalia Anastasia /  Putri Yeni: 15-0 / 15-3
- Raith Kumala-Dewi /  Susi Susanti –  Emma Ermawati /  Latifah: 15-4 / 15-2
- Michelle O’Neill /  Michaela Smith –  Arnea /  Debby Susanto: 15-2 / 15-1
- Mieke Nugraheni /  Sri Unari Rini –  G. Fenny /  Liliwati: 15-9 / 15-9
- Plernta Boonyarit /  Thananya Phanachet –  Aristiaty /  Wiwi Rahman: 15-5 / 15-6
- Listiyani /  Lucia Vivi –  Susi /  Yari: 17-16 / 15-4
- Takako Ida /  Akiko Michiue –  Angelina Teti /  Estefin C. Umboh: 15-8 / 15-12
- Dede Hasanah /  Nonong Denis Zanati –  Hanike /  R. Heni: 15-4 / 15-2
- Lisa Campbell /  Amanda Hardy –  Swa Cahayawati /  Vera Octavia: 15-1 / 15-3
- S. Runny /  Sumiati –  Frilly Karundeng /  Novita Thelly: 15-12 / 15-7
- Lina Issoliana /  Lani –  Carolina Sessler /  Christine Skropke: 15-8 / 15-2
- S. Herawati /  Sri Wahyuni –  Fenny Natalia /  Henny Novitalia: 13-18 / 15-12 / 17-14
- Raith Kumala-Dewi /  Susi Susanti –  Michelle O’Neill /  Michaela Smith: 15-12 / 9-15 / 15-12
- Plernta Boonyarit /  Thananya Phanachet –  Mieke Nugraheni /  Sri Unari Rini: 15-4 / 15-3
- Takako Ida /  Akiko Michiue –  Listiyani /  Lucia Vivi: 15-2 / 15-8
- Dede Hasanah /  Nonong Denis Zanati –  Chen Hsiao-li /  Shyu Yu-ling: 7-15 / 17-16 / 18-17
- Lisa Campbell /  Amanda Hardy –  S. Runny /  Sumiati: 15-10 / 12-15 / 15-10
- S. Herawati /  Sri Wahyuni –  Lina Issoliana /  Lani: 15-7 / 15-11
- Raith Kumala-Dewi /  Susi Susanti –  Plernta Boonyarit /  Thananya Phanachet: 10-15 / 15-5 / 15-6
- Takako Ida /  Akiko Michiue –  Dede Hasanah /  Nonong Denis Zanati: 18-17 / 9-15 / 15-11
- Gillian Clark /  Nettie Nielsen –  Huang Ying /  Tian Min: 15-11 / 15-11
- Christine Magnusson /  Lim Xiaoqing –  Kang Chia-yi /  Lee Chien-mei: 15-5 / 15-5
- Erma Sulistianingsih /  Rosiana Tendean –  Katrin Schmidt /  Kerstin Ubben: 15-2 / 15-5
- Tokiko Hirota /  Yuko Koike –  Lisa Campbell /  Amanda Hardy: 15-3 / 15-4
- Kimiko Jinnai /  Hisako Mori –  Denyse Julien /  Doris Piché: 15-8 / 15-7
- Catherine /  Eliza Nathanael –  Peng Xingxing /  Wu Pei: 15-4 / 15-6
- Pan Li /  Wu Yuhong –  Silvia Anggraini /  Eny Oktaviani: 15-9 / 10-15 / 17-14
- Chung So-young /  Gil Young-ah –  S. Herawati /  Sri Wahyuni: 15-3 / 15-4
- Lin Yanfen /  Zhang Wanling –  Raith Kumala-Dewi /  Susi Susanti: 15-9 / 15-5
- Ladawan Mulasartsatorn /  Piyathip Sansaniyakulvilai –  Pernille Dupont /  Grete Mogensen: 18-13 / 18-14
- Gillian Gowers /  Joanne Muggeridge –  Zelin Resiana /  Ay Ling The: 15-5 / 15-2
- Chung Myung-hee /  Hwang Hye-young –  Astrid Crabo /  Charlotta Wihlborg: 15-5 / 15-8
- Qin Jihua /  Sun Man –  Takako Ida /  Akiko Michiue: 15-7 / 15-4
- Catrine Bengtsson /  Maria Bengtsson –  Tomomi Matsuo /  Kyoko Sasage: 16-17 / 15-2 / 15-7
- Finarsih /  Lili Tampi –  Rhonda Cator /  Anna Lao: 18-15 / 15-5
- Lai Caiqin /  Yao Fen –  Chen Mei-cun /  Feng Mei-ying: 15-7 / 15-5
- Gillian Clark /  Nettie Nielsen –  Christine Magnusson /  Lim Xiaoqing: 8-15 / 15-7 / 15-11
- Erma Sulistianingsih /  Rosiana Tendean –  Tokiko Hirota /  Yuko Koike: 15-3 / 15-4
- Catherine /  Eliza Nathanael –  Kimiko Jinnai /  Hisako Mori: 15-6 / 17-14
- Chung So-young /  Gil Young-ah –  Pan Li /  Wu Yuhong: 15-1 / 15-9
- Lin Yanfen /  Zhang Wanling –  Ladawan Mulasartsatorn /  Piyathip Sansaniyakulvilai: 15-11 / 15-3
- Chung Myung-hee /  Hwang Hye-young –  Gillian Gowers /  Joanne Muggeridge: 15-4 / 15-2
- Qin Jihua /  Sun Man –  Catrine Bengtsson /  Maria Bengtsson: 15-11 / 17-15
- Finarsih /  Lili Tampi –  Lai Caiqin /  Yao Fen: 15-10 / 15-12
- Erma Sulistianingsih /  Rosiana Tendean –  Gillian Clark /  Nettie Nielsen: 17-16 / 8-15 / 15-6
- Chung So-young /  Gil Young-ah –  Catherine /  Eliza Nathanael: 15-13 / 17-16
- Chung Myung-hee /  Hwang Hye-young –  Lin Yanfen /  Zhang Wanling: 15-11 / 15-2
- Finarsih /  Lili Tampi –  Qin Jihua /  Sun Man: 15-7 / 15-5
- Chung So-young /  Gil Young-ah –  Erma Sulistianingsih /  Rosiana Tendean: 15-5 / 15-5
- Chung Myung-hee /  Hwang Hye-young –  Finarsih /  Lili Tampi: 15-6 / 15-4
- Chung Myung-hee /  Hwang Hye-young –  Chung So-young /  Gil Young-ah: 14-18 / 15-10 / 15-9

## Mixed
- Thomas Lund /  Pernille Dupont –  Andrew Perks /  Michelle O’Neill: 15-11 / 15-7
- Liang Zhiqiang /  Tian Min –  Joko Mardianto /  Sri Untari: 15-10 / 6-15 / 15-5
- Jens Olsson /  Gillian Gowers –  Lee Mou-chou /  Lee Chien-mei: 15-6 / 15-6
- Stellan Österberg /  Astrid Crabo –  Darren McDonald /  Amanda Hardy: 15-5 / 15-12
- Lee Sang-bok /  Chung So-young –  Peter Blackburn /  Lisa Campbell: 12-15 / 15-11 / 15-9
- Lin Liwen /  Sun Man –  Nunung Widianto /  S. Herawati: 15-11 / 15-10
- Jan-Eric Antonsson /  Christine Magnusson –  Volker Eiber /  Christine Skropke: 9-15 / 15-8 / 15-9
- Herly Djaenudin /  S. Runny –  Yu Yong /  Peng Xingxing: 15-5 / 15-11
- Park Sung-woo /  Shim Eun-jung –  Adi Susanto /  Fenny Natalia: 15-9 / 15-6
- Max Gandrup /  Gillian Clark –  Paulus Firman /  Dede Hasanah: 15-7 / 15-12
- Pär-Gunnar Jönsson /  Maria Bengtsson –  Denny Kantono /  Zelin Resiana: 15-11 / 18-17
- Liu Jianjun /  Wu Pei –  Harianto /  Susi Susanti: 15-7 / 15-5
- Aryono Miranat /  Eliza Nathanael –  Shon Jin-hwan /  Gil Young-ah: 9-15 / 17-15 / 15-10
- Thomas Kihlström /  Lim Xiaoqing –  Stephan Kuhl /  Katrin Schmidt: 15-7 / 15-7
- Yang Shih-jeng /  Kang Chia-yi –  Jon Holst-Christensen /  Grete Mogensen: 15-6 / 6-15 / 15-12
- Jiang Xin /  Qin Jihua –  Paul Stevenson /  Rhonda Cator: w.o.
- Thomas Lund /  Pernille Dupont –  Liang Zhiqiang /  Tian Min: 15-2 / 15-2
- Jens Olsson /  Gillian Gowers –  Stellan Österberg /  Astrid Crabo: 18-16 / 5-15 / 15-4
- Jan-Eric Antonsson /  Christine Magnusson –  Herly Djaenudin /  S. Runny: 15-11 / 15-11
- Max Gandrup /  Gillian Clark –  Park Sung-woo /  Shim Eun-jung: 15-7 / 15-2
- Pär-Gunnar Jönsson /  Maria Bengtsson –  Jiang Xin /  Qin Jihua: 15-9 / 15-4
- Aryono Miranat /  Eliza Nathanael –  Liu Jianjun /  Wu Pei: 15-7 / 18-14 / 15-9
- Thomas Kihlström /  Lim Xiaoqing –  Yang Shih-jeng /  Kang Chia-yi: 15-9 / 15-10
- Lin Liwen /  Sun Man –  Lee Sang-bok /  Chung So-young: w.o.
- Thomas Lund /  Pernille Dupont –  Jens Olsson /  Gillian Gowers: 15-7 / 15-8
- Jan-Eric Antonsson /  Christine Magnusson –  Lin Liwen /  Sun Man: 18-14 / 15-6
- Max Gandrup /  Gillian Clark –  Pär-Gunnar Jönsson /  Maria Bengtsson: 15-13 / 15-9
- Aryono Miranat /  Eliza Nathanael –  Thomas Kihlström /  Lim Xiaoqing: 10-15 / 15-3 / 18-13
- Thomas Lund /  Pernille Dupont –  Jan-Eric Antonsson /  Christine Magnusson: 15-8 / 17-16
- Aryono Miranat /  Eliza Nathanael –  Max Gandrup /  Gillian Clark: 15-8 / 15-6
- Thomas Lund /  Pernille Dupont –  Aryono Miranat /  Eliza Nathanael: 15-11 / 15-9